# For My Pain…
For My Pain… ist ein finnisches Dark-Rock-Bandprojekt aus Oulu bestehend aus Tuomas Holopainen, Altti Veteläinen, Petri Sankala, Olli-Pekka Törrö, Lauri Tuohimaa und Juha Kylmänen.

## Geschichte
Ursprünglich wurde die Gruppe schon 1999 gegründet, konnte aber erst 2003 ihr Debütalbum Fallen veröffentlichen, da die Mitglieder zu beschäftigt mit ihren eigenen Bands waren.
For My Pain… trat 2004 und 2005 auf dem Jalometalli-Festival in Oulu auf. Da sich alle sechs Personen darüber einig waren, dass es sich in erster Linie um ein Studioprojekt handelt, wird For My Pain… zukünftig nicht mehr auftreten.

## Diskografie
- 2003: Fallen (Album)
- 2004: Killing Romance (Single, Veröffentlichung nur in Finnland)